# Giải bóng đá Vô địch U-17 Quốc gia 2023
Giải bóng đá Vô địch U-17 Quốc gia 2023 là mùa giải thứ 19 của Giải bóng đá Vô địch U-17 Quốc gia do Liên đoàn bóng đá Việt Nam (VFF) tổ chức.

## Vòng loại
30 đội tham dự vòng loại chia thành 5 bảng thi đấu vòng tròn 2 lượt. 12 đội gồm 10 đội nhất nhì của các bảng và 2 đội xếp thứ 3 có thành tích tốt nhất sẽ giành quyền tham dự vòng chung kết.

## Vòng chung kết
Vòng chung kết giải bóng đá vô địch U-17 Quốc gia – Cúp Thái Sơn Nam 2023 khởi tranh từ ngày 10 tháng 3 đến ngày 21 tháng 3 năm 2023 tại Trung tâm PVF- Bộ Công An (Hưng Yên) và sân vận động Thanh Trì, Hà Nội.

### Vòng bảng
12 đội vượt qua vòng loại chia thành 3 bảng thi đấu vòng tròn 1 lượt chọn ra 8 đội (6 đội nhất nhì mỗi bảng và 2 đội thứ 3 có thành tích tốt nhất) thi đấu vòng tứ kết.

#### Bảng A
| VT | Đội                    | ST | T | H | B | BT | BB | HS | Đ | Giành quyền tham dự |
| -- | ---------------------- | -- | - | - | - | -- | -- | -- | - | ------------------- |
| 1  | U-17 PVF               | 3  | 2 | 1 | 0 | 9  | 2  | +7 | 7 | Tứ kết              |
| 2  | U-17 Hà Nội            | 3  | 1 | 2 | 0 | 2  | 1  | +1 | 5 | Tứ kết              |
| 3  | U-17 SHB Đà Nẵng       | 3  | 0 | 2 | 1 | 2  | 4  | −2 | 2 |                     |
| 4  | U-17 Hoàng Anh Gia Lai | 3  | 0 | 1 | 2 | 1  | 7  | −6 | 1 |                     |

| U-17 Hà Nội | 0–0      | U-17 SHB Đà Nẵng |
| ----------- | -------- | ---------------- |
|             | Chi tiết |                  |

| U-17 PVF                                                                                          | 5–0      | U-17 Hoàng Anh Gia Lai |
| ------------------------------------------------------------------------------------------------- | -------- | ---------------------- |
| - Phùng Quang Tú 28' - Nguyễn Sỹ Mạnh Dũng 40', 58' - Bùi Hoàng Sơn 67' - Nguyễn Trọng Đức Vũ 84' | Chi tiết |                        |

| U-17 SHB Đà Nẵng     | 1–1      | U-17 Hoàng Anh Gia Lai |
| -------------------- | -------- | ---------------------- |
| - Huỳnh Văn Danh 22' | Chi tiết | - K'Nhịp 31'           |

| U-17 Hà Nội           | 1–1      | U-17 PVF            |
| --------------------- | -------- | ------------------- |
| - Nguyễn Tiến Đạt 77' | Chi tiết | - Lê Thắng Long 89' |

| U-17 PVF                                        | 3–1      | U-17 SHB Đà Nẵng   |
| ----------------------------------------------- | -------- | ------------------ |
| - Nguyễn Hoàng Anh 2' - Nguyễn Lê Phát 87', 89' | Chi tiết | - Bùi Nhật Anh 43' |

| U-17 Hoàng Anh Gia Lai | 0–1      | U-17 Hà Nội        |
| ---------------------- | -------- | ------------------ |
|                        | Chi tiết | - Đoàn Phú Quý 72' |

#### Bảng B
| VT | Đội                   | ST | T | H | B | BT | BB | HS  | Đ | Giành quyền tham dự |
| -- | --------------------- | -- | - | - | - | -- | -- | --- | - | ------------------- |
| 1  | U-17 Sông Lam Nghệ An | 3  | 3 | 0 | 0 | 12 | 0  | +12 | 9 | Tứ kết              |
| 2  | U-17 Huế              | 3  | 1 | 1 | 1 | 3  | 2  | +1  | 4 | Tứ kết              |
| 3  | U-17 Khánh Hòa        | 3  | 1 | 1 | 1 | 2  | 7  | −5  | 4 | Tứ kết              |
| 4  | U-17 Đồng Tháp        | 3  | 0 | 0 | 3 | 0  | 8  | −8  | 0 |                     |

| U-17 Đồng Tháp | 0–3      | U-17 Huế                                                       |
| -------------- | -------- | -------------------------------------------------------------- |
|                | Chi tiết | - Trần Đình Sửu 22' - Phạm Ngọc Thành Thảo 51' - Lê Văn Tú 56' |

| U-17 Khánh Hòa | 0–7      | U-17 Sông Lam Nghệ An                                                                               |
| -------------- | -------- | --------------------------------------------------------------------------------------------------- |
|                | Chi tiết | - Nguyễn Trọng Tuấn 2', 64' - Trần Quốc Hoà 17', 57' - Lê Đình Long Vũ 21', 65' - Phùng Văn Nam 81' |

| U-17 Khánh Hòa | 0–0      | U-17 Huế |
| -------------- | -------- | -------- |
|                | Chi tiết |          |

| U-17 Sông Lam Nghệ An                                     | 3–0      | U-17 Đồng Tháp |
| --------------------------------------------------------- | -------- | -------------- |
| - Phạm Nguyễn Quốc Trung 48' - Nguyễn Trọng Tuấn 51', 57' | Chi tiết |                |

| U-17 Khánh Hòa                                  | 2–0      | U-17 Đồng Tháp |
| ----------------------------------------------- | -------- | -------------- |
| - Phạm Minh Thành 19' - Nguyễn Quốc Gia Huy 77' | Chi tiết |                |

| U-17 Sông Lam Nghệ An                         | 2–0      | U-17 Huế |
| --------------------------------------------- | -------- | -------- |
| - Nguyễn Đình Cường 38' - Phạm Quốc Khánh 57' | Chi tiết |          |

#### Bảng C
| VT | Đội                        | ST | T | H | B | BT | BB | HS | Đ | Giành quyền tham dự |
| -- | -------------------------- | -- | - | - | - | -- | -- | -- | - | ------------------- |
| 1  | U-17 Viettel               | 3  | 3 | 0 | 0 | 6  | 2  | +4 | 9 | Tứ kết              |
| 2  | U-17 Hồng Lĩnh Hà Tĩnh     | 3  | 1 | 1 | 1 | 5  | 3  | +2 | 4 | Tứ kết              |
| 3  | U-17 Bình Phước            | 3  | 1 | 1 | 1 | 5  | 4  | +1 | 4 | Tứ kết              |
| 4  | U-17 Thành phố Hồ Chí Minh | 3  | 0 | 0 | 3 | 1  | 8  | −7 | 0 |                     |

| U-17 Hồng Lĩnh Hà Tĩnh                         | 2–2      | U-17 Bình Phước                                              |
| ---------------------------------------------- | -------- | ------------------------------------------------------------ |
| - Lý Văn Tuấn 50' (l.n.) - Nguyễn Quang Lê 52' | Chi tiết | - Trần Minh Toàn 2' - Điểu Khuynh 30' - Nguyễn Thiện Trí 80' |

| U-17 Thành phố Hồ Chí Minh   | 1–3      | U-17 Viettel                                                                 |
| ---------------------------- | -------- | ---------------------------------------------------------------------------- |
| - Đặng Thanh Bình 61' (l.n.) | Chi tiết | - Nguyễn Công Phương 32' - Nguyễn Hoàng Khanh 49' - Nguyễn Bá Hoàng Việt 87' |

| U-17 Bình Phước                            | 2–0      | U-17 Thành phố Hồ Chí Minh |
| ------------------------------------------ | -------- | -------------------------- |
| - Nguyễn Tấn Sang 7' - Trần Quốc Khánh 87' | Chi tiết |                            |

| U-17 Viettel               | 1–0      | U-17 Hồng Lĩnh Hà Tĩnh |
| -------------------------- | -------- | ---------------------- |
| - Nguyễn Hoàng Bá Việt 74' | Chi tiết |                        |

| U-17 Hồng Lĩnh Hà Tĩnh                                | 3–0      | U-17 Thành phố Hồ Chí Minh |
| ----------------------------------------------------- | -------- | -------------------------- |
| - Đặng Đức Quang 27' - Đặng Đình Chiến Thắng 54', 57' | Chi tiết |                            |

| U-17 Bình Phước                        | 1–2      | U-17 Viettel                  |
| -------------------------------------- | -------- | ----------------------------- |
| - Điểu Khuynh 18' - Trần Minh Toàn 45' | Chi tiết | - Nguyễn Công Phương 85', 88' |

### Xếp hạng các đội xếp thứ ba
| VT | Bg | Đội              | ST | T | H | B | BT | BB | HS | Đ | Giành quyền tham dự |
| -- | -- | ---------------- | -- | - | - | - | -- | -- | -- | - | ------------------- |
| 1  | C  | U-17 Bình Phước  | 3  | 1 | 1 | 1 | 5  | 4  | +1 | 4 | Tứ kết              |
| 2  | B  | U-17 Khánh Hòa   | 3  | 1 | 1 | 1 | 2  | 7  | −5 | 4 | Tứ kết              |
| 3  | A  | U-17 SHB Đà Nẵng | 3  | 0 | 2 | 1 | 2  | 4  | −2 | 2 |                     |

## Đấu loại trực tiếp

### Sơ đồ
|  | Tứ kết                 | Tứ kết                 |                       |      | Bán kết | Bán kết |  |  | Chung kết | Chung kết |
|  |                        |                        |                       |      |         |         |  |  |           |           |
|  | 17 tháng 3 –           |                        |                       |      |         |         |  |  |           |           |
|  |                        |                        |                       |      |         |         |  |  |           |           |
|  | U-17 Viettel           | 2                      |                       |      |         |         |  |  |           |           |
|  | U-17 Viettel           | 2                      | 19 tháng 3 –          |      |         |         |  |  |           |           |
|  | U-17 Khánh Hòa         | 0                      |                       |      |         |         |  |  |           |           |
|  | U-17 Khánh Hòa         | 0                      | U-17 Sông Lam Nghệ An | 0    |         |         |  |  |           |           |
|  | 17 tháng 3 –           |                        | U-17 Sông Lam Nghệ An | 0    |         |         |  |  |           |           |
|  |                        | U-17 Viettel           | 1                     |      |         |         |  |  |           |           |
|  | U-17 Sông Lam Nghệ An  | U-17 Viettel           | 1                     | 4    |         |         |  |  |           |           |
|  | U-17 Sông Lam Nghệ An  |                        | 21 tháng 3 –          | 4    |         |         |  |  |           |           |
|  | U-17 Hà Nội            | 0                      |                       |      |         |         |  |  |           |           |
|  | U-17 Hà Nội            | 0                      | U-17 Viettel          | 4    |         |         |  |  |           |           |
|  | 17 tháng 3 –           |                        | U-17 Viettel          | 4    |         |         |  |  |           |           |
|  |                        | U-17 Hồng Lĩnh Hà Tĩnh | 2                     |      |         |         |  |  |           |           |
|  | U-17 PVF               | U-17 Hồng Lĩnh Hà Tĩnh | 2                     | 3    |         |         |  |  |           |           |
|  | U-17 PVF               | 19 tháng 3 –           |                       | 3    |         |         |  |  |           |           |
|  | U-17 Bình Phước        | 2                      |                       |      |         |         |  |  |           |           |
|  | U-17 Bình Phước        | 2                      | U-17 PVF              | 1(3) |         |         |  |  |           |           |
|  | 17 tháng 3 –           |                        | U-17 PVF              | 1(3) |         |         |  |  |           |           |
|  |                        | U-17 Hồng Lĩnh Hà Tĩnh | 1(4)                  |      |         |         |  |  |           |           |
|  | U-17 Huế               | U-17 Hồng Lĩnh Hà Tĩnh | 1(4)                  | 2(2) |         |         |  |  |           |           |
|  | U-17 Huế               |                        |                       | 2(2) |         |         |  |  |           |           |
|  | U-17 Hồng Lĩnh Hà Tĩnh | 2(4)                   |                       |      |         |         |  |  |           |           |
|  | U-17 Hồng Lĩnh Hà Tĩnh | 2(4)                   |                       |      |         |         |  |  |           |           |

### Tứ kết
| U-17 Viettel                                         | 2–0      | U-17 Khánh Hòa |
| ---------------------------------------------------- | -------- | -------------- |
| - Hoàng Công Hậu 34', 80' - Lê Quốc Khánh 61' (l.n.) | Chi tiết |                |

| U-17 Sông Lam Nghệ An                                                                      | 4–0      | U-17 Hà Nội            |
| ------------------------------------------------------------------------------------------ | -------- | ---------------------- |
| - Nguyễn Văn Linh 37' - Lê Đình Long Vũ 50' - Chử Ngọc Diệp 54' (l.n.) - Trần Quốc Hòa 86' | Chi tiết | - Nguyễn Xuân Toàn 78' |

| U-17 PVF                                                             | 3–2      | U-17 Bình Phước            |
| -------------------------------------------------------------------- | -------- | -------------------------- |
| - Phùng Quang Tú 40', 87' - Nguyễn Hoàng Anh 61' - Bùi Hoàng Sơn 71' | Chi tiết | - Nguyễn Đức Long 62', 77' |

| U-17 Huế                                                                    | 2–2 (s.h.p.) | U-17 Hồng Lĩnh Hà Tĩnh                                                            |
| --------------------------------------------------------------------------- | ------------ | --------------------------------------------------------------------------------- |
| - Phạm Ngọc Thành Thảo 22' - Nguyễn Đăng Khoa 32'                           | Chi tiết     | - Nguyễn Hoàng Vũ 19' (l.n.) - Đặng Đức Quang 45+2'                               |
| Loạt sút luân lưu                                                           |              |                                                                                   |
| - Trần Đình Sửu - Lê Xuân Đăng - Phạm Ngọc Thành Thảo - Nguyễn Mạnh Lâm Sơn | 2–4          | - Đặng Đình Chiến Thắng - Nguyễn Huy Hoàng Phú - Đặng Đức Quang - Nguyễn Văn Phúc |

### Bán kết
| U-17 PVF          | 1–1 (s.h.p.) | U-17 Hồng Lĩnh Hà Tĩnh |
| ----------------- | ------------ | ---------------------- |
| Lê Phát 89'       | Chi tiết     | Duy Khánh 90+2'        |
| Loạt sút luân lưu |              |                        |
|                   | 3–4          |                        |

| U-17 Sông Lam Nghệ An | 0–1      | U-17 Viettel        |
| --------------------- | -------- | ------------------- |
|                       | Chi tiết | Đặng Thanh Bình 34' |

### Chung kết
| U-17 Viettel | 4–2      | U-17 Hồng Lĩnh Hà Tĩnh |
| ------------ | -------- | ---------------------- |
|              | Chi tiết |                        |